# Operațiunea Tannenberg
Operațiunea Tannenberg a fost denumirea a două acțiuni întreprinse de Germania hitleristă împotriva Poloniei.
Numele provine de la Bătălia de la Grünwald sau Tannenberg din 1410, când cavalerii teutoni au fost învinși de forțele „slave”, polono-lituaniene. Denumirea sugerează ideea de răzbunare pentru acel eșec, veșnic dureros în mintea naționaliștilor extremiști precum Hitler și colaboratorii săi (aceasta deși, de atunci, monarhiile germane Prusia și Austria au umilit Polonia de mai multe ori, de pildă cu prilejul celor trei împărțiri ale Poloniei, în cooperare cu o mare putere „slavă”, Imperiul Rus).
1. „Operațiunea Tannenberg” a fost denumirea unei acțiuni de provocare din seara zilei de 31 august 1939, prin care soldați germani purtând uniforme militare poloneze au înscenat un atac asupra stației germane de radio „Sender Gleiwitz”, la frontiera germano-polonă, în scopul de a furniza lumii un pretext – casus belli – pentru invadarea Poloniei de către Germania. Această acțiune a fost descrisă, între altele, în cartea „Operațiunea Tanneberg”, de autorii germani Alfred Spiess și Heiner Liechtenstein (1979).
2. „Operațiunea Tannenberg” (în germană: Unternehmen Tannenberg) a fost și numele de cod al unei acțiuni de exterminare antipolonă de la începutul celui de-al doilea război mondial, ca parte a planului Generalplan Ost, aplicat de regimul național-socialist din Germania în cadrul „politicii etnice” (Volkstumspolitik) pe teritoriul Poloniei.

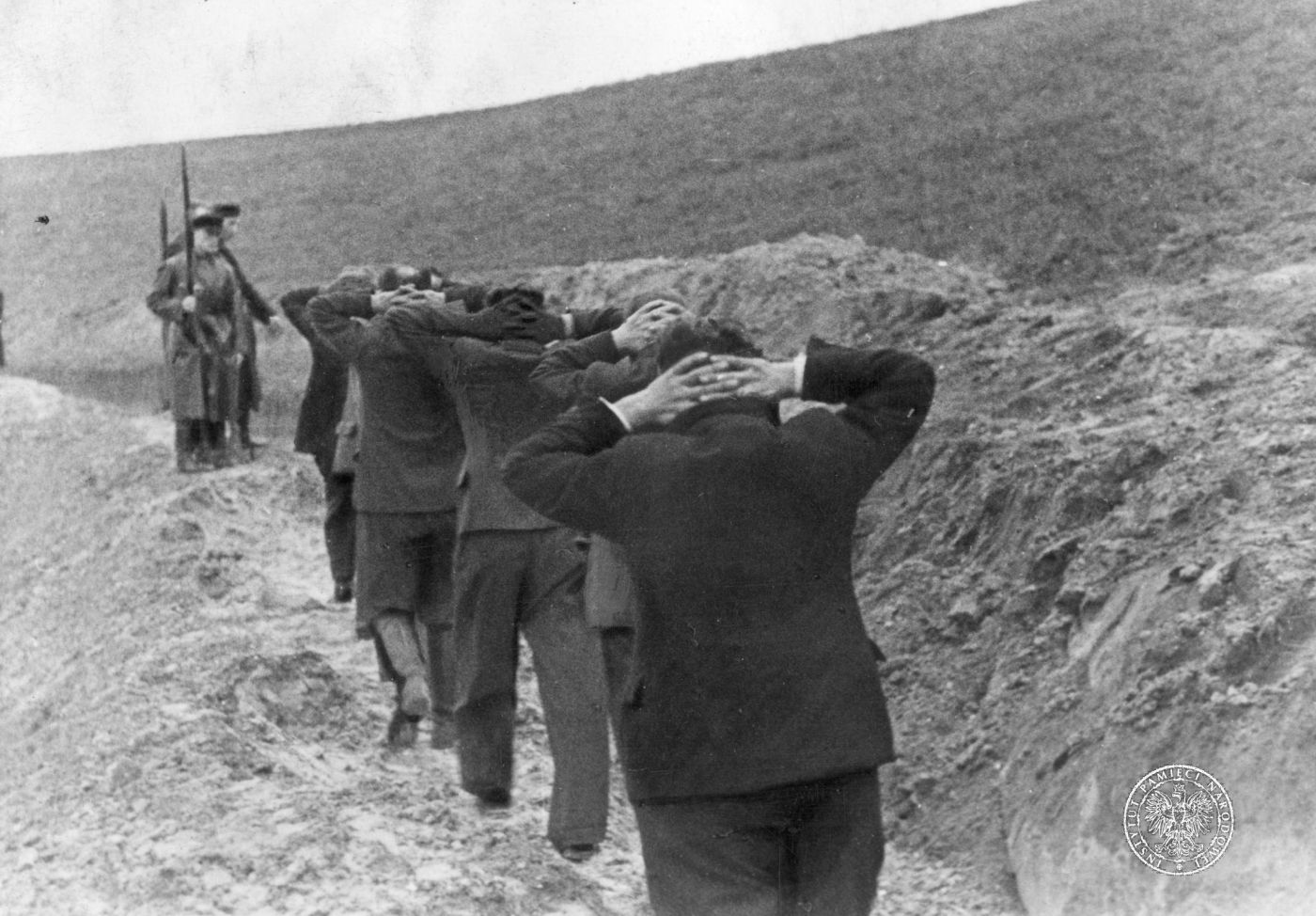
Cadre didactice polone din Bydgoszcz, aduse pentru împușcare la o râpă a morții de către o așa zisă „unitate de apărare germană” de Volksdeutschen

Planul a fost elaborat în mai 1939, când s-a creat un for organizatoric special în cadrul Ministerului Securității Reich-ului (Reichssicherheithauptamt). Acest for avea comanda a cinci unități (din alte surse, opt; cf. pl.wikipedia.org) numite Einsatzgruppen der Sicherheitspolizei und SD, alcătuite din lucrători ai serviciilor polițienești Gestapo, Kripo și SD, subordonați formal unor comandanți militari locali. Misiunea lor era de a aresta și de a executa miile de persoane de pe listele pregătite în prealabil. Una din unitățile implicate de acest tip era chiar comandoul SS care a înscenat atacul asupra stației de radio germane Gleiwitz.
Misiunea oficială a acestor comandouri era descrisă ca fiind „combaterea tuturor elementelor ostile Reichului și germanilor din spatele trupelor combatante”. De fapt ele trebuiau să lichideze, pe cât este posibil, persoane din pătura conducătoare (Liquidierung der polnischen Führungsschicht) și din intelectualitatea poloneză.
„Registrul special de urmărire - Polonia” (Sondernfahndungsbuch Polen), elaborat în acest scop, identificase peste 61.000 de polonezi – preoți, oameni politici, oameni de afaceri, militari, oameni de cultură, de știință etc. - care urmau să fie internați sau împușcați. Au fost vizați între alții și activiști ai Partidului Național-Democrat polon, de orientare ultranaționalistă și catolică. 
La redactarea listei au participat și unii reprezentanți ai minorității germane (Volksdeutsche) din Polonia. Pe listă au fost introduse numeroase persoane care exprimaseră în public opinii defavorabile celui de-al III-lea Reich.
Ca pas preliminar, în august 1939, circa 2.000 de activiști ai organizațiilor minorității polone din Germania, între care cei care au promovat cauza polonă în plebiscitele din 1920 și 1921 în regiunile Varmia și Mazuria și Silezia Superioară, activiștii Uniunii Polonezilor din Germania în frunte cu liderul lor, preotul Bolesław Domański (1872-1939), au fost arestați și executați.
A doua parte a acțiunii s-a desfășurat pe teritoriul Poloniei, după începerea invadării ei de către trupele germane la 1 septembrie 1939 și s-a încheiat la 25 octombrie 1939. Au fost omorâte 20.000 persoane în 760 execuții în masă, efectuate de unitățile speciale Einsatzgruppen, însoțite de unități ale armatei regulate, Wehrmacht. La masacre a mai participat o unitate numită „de autoapărare” (Selbstschutz) formată din germani polonezi care fuseseră în prealabil antrenați în Germania pentru diversiune și gherilă. Această unitate, sub comanda șefului SS și de poliție al Prusiei de vest, Ludolf-Hermann von Alvensleben, a luat parte la multe masacre și în cele din urmă, din cauza relei sale reputații chiar și printre germani, a fost dizolvată la sfârșitul campaniei din septembrie.
Cu operațiunea Tannenberg nu s-au încheiat acțiunile de etnocid împotriva populației polone. I-au urmat Acțiunea A-B și altele.